# Ал-Маида
Сура Ал-Маида (арабски: سورة المائدة), „Трапезата“, е петата сура на Корана и се състои от 120 аята. Тя е низпослана в Медина. Основните теми на сурата са мисиите на Иса и Муса, както и променянето на посланията им от християните и юдеите. Но освен това, в сурата се оценяват смиреността и честта на християнските монаси.

### Животни
Сурата започва, като определя кои животни са позволени като храна и кои не:
| “ | 1. О, вярващи, изпълнявайте обетите! Разрешено ви е всяко животно от добитъка освен онова, за което ви бъде прочетено, без да ви е разрешен ловът, когато сте на поклонение. Аллах отсъжда каквото поиска.— превод Цветан Теофанов, I изд. | ” |

Пети аят дава позволение на мюсюлманите да ядат храната на юдеите и християните:
| “ | 5. Днес ви бяха разрешени благата и храната на дарените с Писанието е разрешена за вас, и вашата храна е разрешена за тях, и целомъдрените жени от вярващите, и целомъдрените жени от дарените с Писанието преди вас, ако им дадете техните отплати  с целомъдрие, а не с разврат, и без да се взимат приятели. А който се отрече от вярата, делото му се проваля и в отвъдния живот е сред губещите.”— превод Цветан Теофанов, I изд. | ” |

32-ри аят изрично забранява да се убива:
| “ | 32. Заради това предписахме на синовете на Исраил, че който убие човек не за човек или заради покварата му по земята, той сякаш е убил всички хора. А който спаси човек, той сякаш е спасил всички хора. Дойдоха при тях Нашите пратеници с ясните знаци. После мнозина от тях подир това престъпваха на земята.— превод Цветан Теофанов, I изд. | ” |

### Краят на света
Аят 36 се отнася до Съдния ден, едно от три основни вярвания в Исляма и основна идея в ислямската теология:
| “ | 36. От неверниците  дори да бъде тяхно всичко на земята, и още толкова отгоре, за да се откупят с него от мъчението в Деня на възкресението,  не ще им се приеме и за тях ще има болезнено мъчение.— превод Цветан Теофанов, I изд. | ” |

### Шиитска гледна точка
56-и аят е изписан на знамето на Хизбула:
| “ | 56. Който се сближава с Аллах и с Неговия Пратеник, и с вярващите... Привържениците на Аллах, те надделяват..— превод Цветан Теофанов, I изд. | ” |